# Freddie Slack
Frederick Charles Slack (Westby, 7 augustus 1910 - Hollywood 10 augustus 1965) was een Amerikaans swing- en boogiewoogie-pianist en -bandleider. Hij speelde onder meer in het orkest van Jimmy Dorsey.
Slack ging naar het conservatorium in Chicago en werkte van 1927 tot 1931 in het orkest van Johnny Tobin. In 1931 verhuisde hij naar Los Angeles, waar hij speelde in de bands van Henry Halstead, Earl Burtnett, Archie Rosate, Lennie Hayton en Ben Pollack. In 1936 ging hij werken in het orkest van Jimmy Dorsey. Daarna speelde hij, vanaf 1939, in de band van trombonist Will Bradley, die speelde in een boogiewoogiestijl. Slack speelde de piano op Bradley's hit 'Beat Me Daddy, Eight To the Bar', genoemd naar de bijnaam van Slack, 'Daddy Slack'. 
In 1942 richtte Slack zijn eigen orkest op, dat eveneens boogiewoogie speelde. Het orkest kreeg een platencontract bij het net opgerichte Capitol Records en nam onder meer 'Cow Cow Boogie' op, met zang van Ella Mae Morse, dat binnen een paar weken een nummer één-hit werd. Het was de eerste million-seller van Capitol. Daarna volgde onder andere de hit 'Strange Cargo'. Slack nam voor Capitol tot begin jaren vijftig platen op. Hij stopte in die tijd met zijn orkest en ging daarna in een piano-duo of met zijn trio spelen.
Slack werkte verder als begeleider van onder meer Big Joe Turner, Johnny Mercer en Margaret Whiting.
- Bibliothèque nationale de France: cb13899841s (data)
- Gemeinsame Normdatei: 134847687
- International Standard Name Identifier: 0000 0000 5514 1987
- Library of Congress Control Number: n87865098
- MusicBrainz: 7f94e172-7e35-4172-a4b6-36cd94716716
- Nationale Bibliotheek van Tsjechië: ola2002157231
- Nationale Bibliotheek van Israël: 987007329595805171
- Nationale Bibliotheek van Polen: a0000003511217
- SNAC: w6223fb4
- Système universitaire de documentation: 15651043X
- Virtual International Authority File: 42026673
- WorldCat: E39PBJxWTBDr6xpqd9MB3Pk4bd